# 2354 Lavrov
2354 Lavrov è un asteroide della fascia principale. Scoperto nel 1978, presenta un'orbita caratterizzata da un semiasse maggiore pari a 2,7304089 UA e da un'eccentricità di 0,1058935, inclinata di 3,26581° rispetto all'eclittica.
L'asteroide è dedicato all'informatico russo Svjatoslav Sergeevič Lavrov.